# Georges Édouard Delannoy
Pour les articles homonymes, voir Delannoy.
Georges Édouard François Delannoy, né à Alger le 26 mai 1922 et mort à Paris 16e le 19 septembre 2011,, était un mathématicien et ingénieur français.

## Biographie
Passionné de mathématique, lauréat 1939 du prix Gautheron-Jabert, Georges Édouard François Delannoy est élève de l’École Polytechnique, promotion 1942. Ingénieur des mines d'Alès en 1947, il exerce "au fond" puis "au jour" et devient directeur commercial des Houillères de Lorraine en 1964, directeur du Centre d'Études et de Recherche des Charbonnages de France, devenu INERIS en 1990, et enfin Directeur Général des Houillères du Bassin du Centre Midi en 1981. Il prend sa retraite en 1985.
Décorations : Médaille Militaire, Officier de l'Ordre national du Mérite, Chevalier de la Légion d'honneur.